# Conrad Harder
Conrad Harder Weibel Schandorf (Holte, 7 de abril de 2005) es un futbolista danés que juega de delantero en el Sporting C. P. de la Primeira Liga.

## Trayectoria
Jugó en el equipo sub-14 del Kjøbenhavns Boldklub.
Es un producto del F. C. Nordsjælland, donde se abrió camino a través de las categorías inferiores. Tras una gran temporada 2022-23 con el equipo sub-19 del club, en la que marcó 27 goles en 24 partidos, debutó oficialmente con el F. C. Nordsjælland en el último partido de la Superliga de Dinamarca de la temporada 2022-23 contra el Viborg FF, cuando el delantero de 18 años saltó al campo en los tres últimos minutos del partido.
Disputó cuatro partidos en las cuatro primeras jornadas de la temporada 2023-24, en las que también marcó su primer gol con el club, antes de que el F. C. Nordsjælland anunciara el 5 de septiembre de 2023 que había firmado un nuevo contrato de tres años a tiempo completo, lo que también lo ascendería permanentemente a la plantilla del primer equipo. Tras un buen comienzo de la temporada 2024-25, con dos goles suyos en el segundo partido de la temporada, el club confirmó el 22 de agosto de 2024 que había ampliado su contrato hasta junio de 2028.
El 2 de septiembre de 2024 fichó por el Sporting C. P. de la Primeira Liga, con un contrato de cinco años a cambio de 19 millones de euros y una cláusula liberatoria de 80 millones. Antes de fichar por el Sporting, había atraído el interés del Brighton & Hove Albion F. C., a pesar de que el Nordsjælland aceptó una oferta suya, pero al conocer el interés del Sporting, decidió unirse a ellos en su lugar.
Debutó en competición con su nuevo club el 17 de septiembre, y también en la Liga de Campeones de la UEFA, en la victoria por 2-0 del Sporting sobre el Lille O. S. C. en la jornada inaugural de la recién estrenada Liga de Campeones. Marcó su primer gol en la victoria por 3-0 contra el AVS Futebol SAD cinco días después.

## Selección nacional
El 23 de marzo de 2025 debutó con la selección de Dinamarca en un encuentro de la Liga de Naciones de la UEFA 2024-25 ante Portugal en el que fueron derrotados por cinco a dos.

## Estadísticas

### Clubes
Actualizado al último partido disputado el 15 de marzo de 2025.
| Club                         | Div.          | Temporada     | Liga  | Liga  | Liga   | Copas nacionales | Copas nacionales | Copas nacionales | Copas internacionales | Copas internacionales | Copas internacionales | Total | Total | Total  |
| Club                         | Div.          | Temporada     | Part. | Goles | Asist. | Part.            | Goles            | Asist.           | Part.                 | Goles                 | Asist.                | Part. | Goles | Asist. |
| ---------------------------- | ------------- | ------------- | ----- | ----- | ------ | ---------------- | ---------------- | ---------------- | --------------------- | --------------------- | --------------------- | ----- | ----- | ------ |
| F. C. Nordsjælland Dinamarca | 1.ª           | 2022-23       | 1     | 0     | 0      | —                | —                | —                | ―                     | ―                     | ―                     | 1     | 0     | 0      |
| F. C. Nordsjælland Dinamarca | 1.ª           | 2023-24       | 23    | 5     | 0      | 5                | 2                | 0                | 5                     | 0                     | 1                     | 33    | 7     | 1      |
| F. C. Nordsjælland Dinamarca | 1.ª           | 2024-25       | 7     | 2     | 3      | —                | —                | —                | ―                     | ―                     | ―                     | 7     | 2     | 3      |
| F. C. Nordsjælland Dinamarca | Total club    | Total club    | 31    | 7     | 3      | 5                | 2                | 0                | 5                     | 0                     | 1                     | 41    | 9     | 4      |
| Sporting C. P. Portugal      | 1.ª           | 2024-25       | 28    | 5     | 5      | 10               | 5                | 2                | 9                     | 1                     | 0                     | 47    | 11    | 7      |
| Sporting C. P. Portugal      | Total club    | Total club    | 28    | 5     | 5      | 10               | 5                | 2                | 9                     | 1                     | 0                     | 47    | 11    | 7      |
| Total carrera                | Total carrera | Total carrera | 59    | 12    | 8      | 15               | 7                | 2                | 14                    | 1                     | 1                     | 88    | 20    | 11     |

## Palmarés

### Títulos nacionales
| Título           | Club           | País     | Año  |
| ---------------- | -------------- | -------- | ---- |
| Primeira Liga    | Sporting C. P. | Portugal | 2025 |
| Copa de Portugal | Sporting C. P. | Portugal | 2025 |